# Nogueras
Nogueras es una localidad y municipio español perteneciente a la Comarca del Jiloca, al noroeste de la provincia de Teruel, comunidad autónoma de Aragón, a 119 km de Teruel. Tiene un área de 18,94 km² con una población de 31 habitantes (INE 2008) y una densidad de 1,64 hab/km². El código postal es 44493.

## Demografía
Nogueras cuenta con una población de 32 habitantes (INE 2024).
| Gráfica de evolución demográfica de Nogueras entre 1842 y 2021                                                      |
| |
| Población de derecho según los censos de población del INE Población de hecho según los censos de población del INE |

## Administración y política
| Período   | Alcalde                | Partido |  |
| --------- | ---------------------- | ------- |  |
| 1979-1983 | Francisco Royo Soriano | UCD     |  |
| 1983-1987 |                        |         |  |
| 1987-1991 |                        |         |  |
| 1991-1995 |                        |         |  |
| 1995-1999 |                        |         |  |
| 1999-2003 |                        |         |  |
| 2003-2007 |                        |         |  |
| 2007-2011 |                        |         |  |
| 2011-2015 | Francisco Royo Soriano | CA      |  |

| Partido político    | Partido político               | 2003   | 2007   | 2011   | 2015   |
| Partido político    | Partido político               | Ediles | Ediles | Ediles | Ediles |
|                     | Partido Aragonés (PAR)         | 1      | 1      | —      | 1      |
|                     | Compromiso con Aragón (CA)     | —      | —      | 1      | —      |
|                     | Chunta Aragonesista (CHA)      | —      | —      | —      | —      |
|                     | Partido Popular de Aragón (PP) | —      | —      | —      | —      |
| Total de concejales | Total de concejales            | 1      | 1      | 1      | 1      |

## Cultura

### Patrimonio
- Iglesia de San Juan Evangelista, siglo XVII, de piedra y ladrillo, con imagen de Santa Lucía, siglo XVII, y hermosa talla dieciochesca de La Inmaculada.

### Fiestas
- Virgen de los Dolores, fin de semana cercano al 20 de agosto.
- Santa Lucía, 13 de diciembre.
- Romería a la ermita de Virgen de Herrera, primer sábado de mayo.